# Émile Saisset
Émile-Edmond Saisset (Montpeller, 16 de setembre de 1814 - París, 27 de desembre de 1863) fou un filòsof i escriptor montpellerí.
De 1833 a 1836 va estudiar a l'Escola Normal Superior. Després va fer classes com a professor de filosofia en diversos liceus, a Cahors i Caen, i més tard a París, en els Stanislas, Carlemany i Enric IV. El 1842 esdevé professor suplent d'història de la filosofia de l'Escola Normal filosofia grega i llatina al Col·legi de França, i el 1862, catedràtic de la Sorbona i soci de l'Acadèmia de Ciències Morals i Politiques. Saisset havia assistit a les classes de Michelet, Cousin i Jouffroy a l'Escola Normal i des del primer moment va sentir simpatia per l'eclecticisme.
Per les seves condicions d'orador i escriptor hauria pogut brillar en la visa pública, però el seu esperit es recloïa en l'ambient universitari i no estimà més lluita que la dialèctica, en què es mostrà apassionat i inflexible. Les seves excepcionals aptituds per a la història crítica de la filosofia es revelaren en les seves dues teses de doctorat: Aenesideme i De varia Sancti Anselmi in Proslogio argumenti fortuna. El seu camp d'investigació de predilecció era la filosofia de la religió, la labor de la qual ja iniciava en la segona tesi de doctorat. Així, uns anys més tard va aparèixer l'Essai sur la philosophie et la religion au xixe Siècle (París, 1843) i en els últims anys de la seva vida Essais de philosophie religieuse (París, 1859; 2.ª ed., 1862; traducció anglesa, 1863).
Saisset edità les Obres d'Euler i Clarke; traduí diversos Diàlegs de Plató, La ciutat de Déu d'Agustí d'Hipona, i les Obres de Spinoza (París, 1843, 2.ª ed., 1860, per la qual va escriure una erudita Introduction i una refutació no menys interessant); col·laborà en la Revue des Deux Mondes i redactà molts articles per al Diccionari de ciències filosòfiques de Franck. Corresponent a la història de la filosofia els seus estudis: Rennaissance du voltairianisme (París, 1845); Travaux publiès en France sur Kant, Ficte, Schelling et Hegel (1860), i Maimonides et Spinoza (1862). Précurseurs et disciples de Descartes és una sèrie d'estudis sobre Bacon, Ramus, Descartes, Spinoza, Malebranche, Leibniz i la filosofia alemanya de la primera meitat del segle xix. En aquesta si recullen no pocs judicis relatius al cartesianisme que fa més d'un segle es consideren insostenibles, però que descobreixen en el seu autor un extens coneixement d'aquell període, el més original potser de la filosofia moderna.
D'aquesta obra, de la titulada L'âme et la vie (París, 1863 i del Manuel de Philosophie, que va escriure en col·laboració de Jacques i Simon (París, 1841), existeixen traduccions al castellà. Encara hi ha de Saisset les col·leccions Mélanges d'histoire, de morale et de critique (París, 1859) i Critique et histoire de la Philosophie (París, 1865; 2.ª ed., 1867).

Les opinions filosòfiques d'aquest escriptor són quasi sempre les de l'espiritualisme dels eclèctics, llevat algunes variants en la teoria de la certesa, de la percepció i de la cosmologia. Naudet jutja la seva obra en aquests termes
| « | Saisset no va tenir en la seva vida només que un sol estat, el professorat; una sola vocació, la filosofia; un sol dogma, l'espiritualisme; una sola passió, la veritat. | » |

Acadèmia de Ciències, Morals i Polítiques (1864).